# S/2004 (854) 1
S/2004 (854) 1 é o componente secundário do asteroide localizado no cinturão principal denominado de 854 Frostia.

## Descoberta
Esse objeto foi descoberto em 17 de julho de 2004 pelos astrônomos R. Behrend, L. Bernasconi, A. Klotz, e R. Durkee usando observações da curva de luz do Observatório de Genebra; do Observatório Les Engarouines, França; Observatório de Haute-Provence, França; e do Shed of Science Observatory, em Minneapolis, Minnesota, EUA. Sua descoberta foi anunciada em agosto de 2004.

## Características físicas e orbitais
Este objeto tem um diâmetro com cerca de 4,6 km, e orbita Frostia a uma distância média de 17 km completando uma órbita a cada 1,572 ± 0,00004 dias.